# Dévoluy
Dévoluy is een gemeente in het Franse departement Hautes-Alpes (regio Provence-Alpes-Côte d'Azur). De gemeente telde op 1 januari 2022 885 inwoners en maakt deel uit van het arrondissement Gap. Het belangrijkste centrum is Saint-Étienne-en-Dévoluy met circa 600 inwoners.
In de gemeente zijn er twee wintersportgebieden, La Joue du Loup en SuperDévoluy, met in totaal 100 km aan skipistes op een hoogte tussen 1.500 en 2.500 meter.
Op het Plateau de Bure, in het Dévoluymassief, op een hoogte van 2.550 meter, werd in de jaren 1980 de Plateau de Bure Interferometer (nu NOEMA - Northern Extended Millimeter Array) van het IRAM (Institut de radioastronomie millimétrique) gebouwd.

## Geschiedenis
De gemeente ligt op een afgelegen plateau met arme gronden die verschillende maanden per jaar onder een sneeuwtapijt liggen. Daarom worden er van oudsher vooral schapen geteeld. In 1882 was het kanton waarin Dévoluy was gelegen, het armste van Frankrijk. In de jaren 1960 en 1970 kwam er in beperkte mate wintersporttoerisme op. De gemeente ontstond op 1 januari 2013 door de fusie van de voormalige gemeenten Agnières-en-Dévoluy, La Cluse, Saint-Disdier en Saint-Étienne-en-Dévoluy.

## Geografie
De oppervlakte van Dévoluy bedroeg op 1 januari 2022 186,37 vierkante kilometer; de bevolkingsdichtheid was toen 4,7 inwoners per km². Qua oppervlakte is het de op een na grootste gemeente van het departement. De gemeente ligt op een uitgebreid karstplateau omgeven door bergen waarvan sommige meer dan 2.500 m hoog zijn.
De onderstaande kaart toont de ligging van Dévoluy met de belangrijkste infrastructuur en aangrenzende gemeenten.

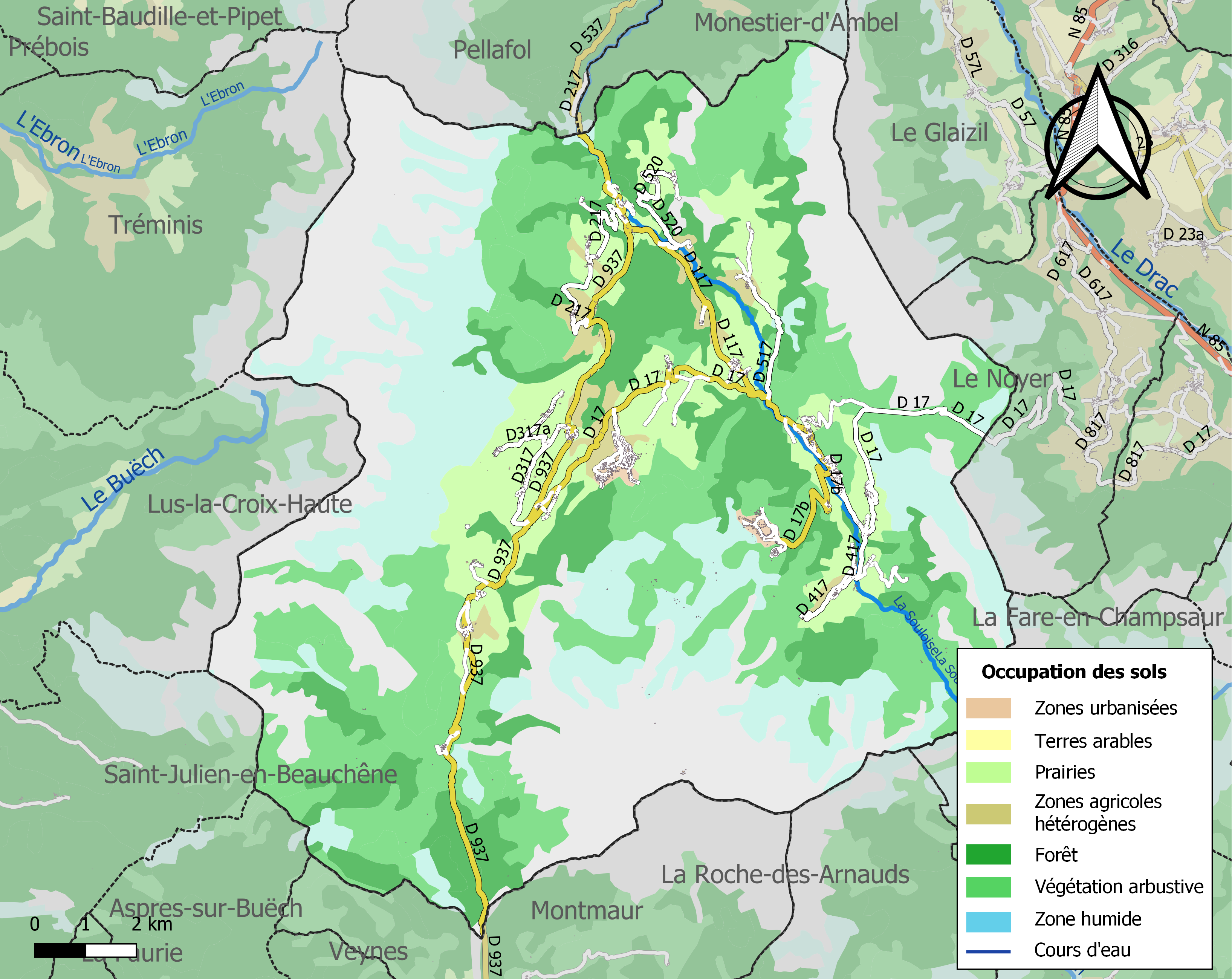

## Demografie
Onderstaande figuur toont het verloop van het inwonertal (bron: INSEE-tellingen).
Vanwege een beveiligingsprobleem met de MediaWiki Graph-software is het momenteel niet mogelijk deze grafiek weer te geven. Zodra de software is bijgewerkt zal de grafiek vanzelf weer zichtbaar worden.